# Prix Anne-Bennett
Pour les articles homonymes, voir Bennett.
Le prix Anne Bennett et le prix senior Anne Bennett sont des prix décernés par la London Mathematical Society à des mathématiciennes.

## Historique
Tous les trois ans depuis 2014, la société décerne le prix Senior Anne Bennett à une mathématicienne normalement basée au Royaume-Uni pour son travail, son influence ou ses services en mathématiques, en particulier en ce qui concerne l'avancement de la carrière des femmes en mathématiques,.
Au cours des deux années sur trois au cours desquelles le prix senior Anne Bennett n'est pas décerné, la société décerne le prix Anne Bennett à une mathématicienne dans les dix ans suivant l'obtention de son doctorat pour son travail et son influence sur les mathématiques, notamment en inspirant les mathématiciennes.
Les deux prix sont décernés à la mémoire d'Anne Bennett, administratrice de la London Mathematical Society décédée en 2012.
Les prix Anne Bennett doivent être distingués du prix commémoratif Anne Bennett pour services distingués de la Royal Society of Chemistry  pour laquelle Anne Bennett a également travaillé.

## Lauréats
Les lauréates du prix Anne Bennett sont:
- 2014 senior : Caroline Series, en reconnaissance de ses principales contributions à la géométrie hyperbolique et à la dynamique symbolique, et de l'impact majeur de ses nombreuses initiatives pour l'avancement des femmes en mathématiques[5],[6].
- 2015 : Apala Majumdar, en reconnaissance de sa contribution exceptionnelle aux mathématiques des cristaux liquides et à la communauté des cristaux liquides[7],[8].
- 2016 : Julia Wolf, en reconnaissance de ses contributions exceptionnelles à la théorie additive des nombres, à la combinatoire et à l'analyse harmonique et à la communauté mathématique[9],[10].
- 2017 senior : Alison Etheridge, en reconnaissance de ses recherches exceptionnelles sur les processus stochastiques à valeur mesurée et leurs applications à la biologie des populations; et pour son leadership impressionnant et son service à la profession[11],[12].
- 2018 : Lotte Hollands, en reconnaissance de ses recherches exceptionnelles à l'interface entre la théorie quantique et la géométrie et de son leadership dans les activités de rayonnement mathématique[13],[14].
- 2019 : Eva-Maria Graefe, en reconnaissance de ses recherches exceptionnelles en théorie quantique et du rôle d'inspiration qu'elle a joué auprès des étudiantes et des chercheurs en début de carrière en mathématiques et en physique[15].
- 2020 senior : Peter Clarkson, en reconnaissance de « son travail inlassable en faveur de l'égalité entre les sexes dans le domaine des mathématiques au Royaume-Uni, et en particulier pour son rôle moteur dans le développement de bonnes pratiques parmi les départements de sciences mathématiques »[16].
- 2021 : Viveka Erlandsson, « pour ses réalisations remarquables en géométrie et en topologie et son rôle actif inspirant dans la promotion des mathématiciennes »[17].
- 2022 : Asma Hassannezhad, en reconnaissance de son « travail en géométrie spectrale et ses contributions substantielles à l'avancement des femmes en mathématiques »[18].